# Stray Dog
Stray Dog (Stray Dog?) è il primo manga di Hiromu Arakawa ed è stato pubblicato nel 1999 dall'editore Square Enix.

## Trama
Il manga racconta di un guerriero che saccheggia i villaggi per ottenere soldi. Un giorno incontra un cane militare con la potenza di un cane e l'intelligenza di una persona umana. L'uomo prende il cane con sé ed inizia la sua avventura.